# SZ Seeblick Dippoldiswalde
SZ Seeblick Dippoldiswalde – niemiecki klub szachowy z siedzibą w Dippoldiswalde.

## Historia
Klub został założony w 2017 roku przez rodzinę Peglau, której członkowie utworzyli także przeważającą część składu drużyny. W 2022 roku zespół awansował do 2. Bundesligi kobiet. Również w 2022 roku zespół uczestniczył w rozgrywkach Pucharu Europy kobiet. SZ Seeblick przegrał wówczas wszystkie mecze (z ŠK Ljubljana, Rishon LeZion Chess Club, Taflfélag Garðabæjar, SK Zell/Zillertal, Philidorem Mulhouse i Gambitem Skopje) i został sklasyfikowany na ostatnim, siedemnastym miejscu. W sezonie 2022/2023 klub zajął trzecie miejsce w 2. Bundeslidze, a w kolejnym sezonie uzyskał awans do Frauenbundesligi. W sezonie 2024/2025 zespół zajął przedostatnie, jedenaste miejsce w Bundeslidze, skutkujące spadkiem.